# Kleiner Jenissei
Der Kleine Jenissei (russisch Ма́лый Енисе́й/Maly Jenissei; tuwinisch Каа-Хем/Kaa-Chem, „Kleiner Fluss“) ist der 563 km lange, linke bzw. östliche Quellfluss des Jenissei in der Mongolei und der zu Russland gehörenden südsibirischen Republik Tuwa.

## Verlauf
In den meisten, vorwiegend russischen Quellen wird als Ursprung des Kleinen Jenissei der See Dood Nuur (russifizierte Form Dod-Nur) im Norden der Mongolei angegeben; darauf bezieht sich auch die Flusslänge von 563 km. Der See liegt im Nordwesten des Chöwsgöl-Aimags auf 1538 m Höhe in der großen Darchad-Senke zwischen dem bis 3351 m hohen Ulan-Taiga-Gebirge im Westen und dem bis 3093 m hohen Chordol-Sardag-Gebirge mit dem jenseits davon gelegenen großen See Chöwsgöl Nuur im Osten.
Der Oberlauf des Flusses vom See zur mongolisch-russischen Grenze wird in der Mongolei Schischchid gol (mong. Шишхид гол; auch Schischged gol, Шишгэд гол) genannt, ebenso wie auch der untere Abschnitt des südlichen der beiden Hauptzuflüsse des Dood Nuur. Dessen Quellflüsse entspringen größtenteils im über 3000 m hohen Bergland südwestlich der Darchad-Senke. Der nördlichere Hauptzufluss des Dood Nuur, der Schargyn gol (mong. Шаргын гол), und seine Quellflüsse entspringen überwiegend im Ostsajan im Grenzgebiet zu Russland. Die Seezuflüsse sind mit Quellflüssen bis zu knapp 200 km lang.
An der Grenze zu Russland nimmt der Kleine Jenissei (oder Schischchid gol) den Bugsejn gol (auch Busijn gol) von links und wenige Kilometer danach den Bilin von rechts auf. Diese Gegend nennt sich Usch-Beldir, tuwinisch für „Dreifacher Zusammenfluss“; dort befindet sich ein gleichnamiger, kleiner Ort mit ebenso Usch-Beldir genanntem Sanatorium (⊙). Von hier bis zur auf etwa 870 m Höhe gelegenen Aufnahme des letztlich von Süden kommenden Balyktyg-Chem (Балыктыг-Хем; ⊙) wird der Fluss auch Kysyl-Chem genannt, tuwinisch für „Roter Fluss“.
Einige Quellen bezeichnen auch den Unterlauf des Balyktyg-Chem ab der Einmündung des aus der Mongolei kommenden, kleineren Saryg Er (⊙) als „Kleinen Jenissei“. Der Balyktyg-Chem selbst entspringt im Bergland zwischen den Kämmen Chorumnug-Taiga und Sangilen (⊙), die östliche Fortsetzungen des Tannu-ola-Gebirges darstellen, welches daher manchmal als Quellgebiet des Kleinen Jenissei angegeben wird. Der Balyktyg-Chem fließt in einem großen Bogen zunächst vorwiegend nach Osten, dann nach Nordwesten und Norden.
Der Kleine Jenissei mit Schischchid gol und Kysyl-Chem fließt ab dem Dood Nuur nach Verlassen der Darchad-Senke fast auf seiner gesamten Länge ungefähr in Ost-West-Richtung in überwiegend engem Tal durch die von borealem Nadelwald (Taiga) bewachsene Berglandschaft der Nordmongolei und des südöstlichen Tuwa. Im Unterlauf wendet er sich nach Nordwesten, und sein Tal öffnet sich zum zwischen den Gebirgen Westsajan und Tannu-ola-Gebirge gelegenen Tuwinischen Becken im Zentralteil der Republik.
In dieser Senke vereinigt sich der Kleine Jenissei am Nordrand der Republikhauptstadt Kysyl (631 m) auf etwa 619 m Höhe mit dem von rechts kommenden Großen Jenissei (Bii-Chem) zum Jenissei, einem der größten Ströme Sibiriens. Der Oberlauf des eigentlichen Jenissei auf dem Gebiet der Republik Tuwa und weiter bis zum Heraustreten aus dem Westsajan in das Minussinsker Becken wird auch Oberer Jenissei (russisch Werchni Jenissei; tuwinisch Ulug-Chem, etwa „Mächtiger Fluss“) genannt.
In Mündungsnähe ist der Kleine Jenissei mehr als 200 m breit; die Fließgeschwindigkeit beträgt 2,3 m/s. Die bedeutendsten Nebenflüsse neben den vorgenannten sind Uschep und Dersig von rechts sowie Ulug-Schiwei, Sisim und Buren von links.

## Hydrologie
Das Einzugsgebiet des Flusses umfasst 58.700 km². Der Kleine Jenissei gefriert zwischen Dezember und April/Mai, worauf ein bis Juli andauerndes Hochwasser während der Schneeschmelze folgt, auf das fast die Hälfte des jährlichen Abflussmenge entfällt. Der herbstliche Eisgang kann bis zu anderthalb Monate andauern.
| Pegel      | Entfernung zur Mündung (km) | Mittlere Abflussmenge (m³/s) | Mittlere Abflussmenge (m³/s) | Mittlere Abflussmenge (m³/s) |
| Pegel      | Entfernung zur Mündung (km) | Jahr                         | Minimum (März)               | Maximum (Juni)               |
| ---------- | --------------------------- | ---------------------------- | ---------------------------- | ---------------------------- |
| Kysyl      | 2                           | 410                          | 96                           | 1024                         |
| Saryg-Sep  | 100                         | 417                          | 87                           | 1065                         |
| Ust-Uschep | 170                         | 333                          | 68                           | 895                          |

## Nutzung und Infrastruktur
Der Kleine Jenissei ist auf 142 Kilometern vom Dorf Erschei bis zur Mündung schiffbar. Weiter flussaufwärts ist die Schifffahrt auf Grund von Stromschnellen kaum möglich. Wegen dieser ist jedoch der Kleine Jenissei mit Kysyl-Chem und Balyktyg-Chem unter Kanusportlern beliebt.
Das Einzugsgebiet des Kleinen Jenissei ist insbesondere am Unterlauf im Bereich der Tuwinischen Senke dichter besiedelt als das des Großen Jenissei. Dort liegen am linken Ufer das Rajonverwaltungszentrum Kaa-Chem unweit der Republikhauptstadt Kysyl sowie weiter flussaufwärts am rechten Ufer das Rajonverwaltungszentrum Saryg-Sep. Diese und weitere Orte sind über eine entlang dem Fluss führende Straße verbunden, die ihn etwa 20 km oberhalb Kysyl und der Mündung mit der einzigen Brücke über den Fluss kreuzt. Oberhalb Saryg-Sep befinden sich am Kleinen Jenissei die Dörfer Erschei, Uschep, Unschei und Schiwei, die vorwiegend von russischen Altorthodoxen bewohnt werden, die sich im frühen 20. Jahrhundert in das entlegene Gebiet zurückgezogen haben und ihre traditionelle Lebensweise teilweise bis heute erhalten haben. Nahe dem Ursprung des Kleinen Jenissei in der Mongolei liegt am Westufer des Dood Nuur das Dorf Tsagaannuur.